# 셰릴 리
셰릴 리(Sheryl Lee, 1967년 4월 22일 ~ )는 미국의 배우이다.

## 출연 작품

### 드라마
- 트윈 픽스

### 영화
- 윈터스 본
- 버진 스노우 - 메이 역
- 재키 앤 라이언 - 미리엄 역